# Џо Завинул
Јозеф Ерих Завинул (Беч, 7. јул 1932 – Беч, 11. септембар 2007) био је аустријски џез и џез фјужн клавијатуриста и композитор. Први пут је дошао до изражаја код саксофонисте Кенонбол Едерлија, да би потом свирао са Мајлсом Дејвисом и постао један од креатора џез фузије, музичког жанра који је комбиновао џез са роком. Био је суоснивач група Ведер Репорт и Завинул Синдикејт. Он је био пионир у употреби електричног клавира и синтисајзера, а читаоци часописа Даун Бит су га двадесет осам пута прогласили „најбољим електричним клавијатуристом“.

## Биографија

### Рани живот и каријера
Завинул је одрастао у Бечу, Аустрија. Хармоника је била његов први инструмент. Са шест-седам година почео је да студира кларинет, виолину и клавир на Бечком конзерваторијуму. Током 1950-их био је пијаниста за Полидор. Радио је као џез музичар са Хансом Колером, Фридрихом Гулдом, Карлом Древоом и Фети Џорџом. Године 1959. преселио се у САД да похађа Музички колеџ Беркли, али недељу дана касније добио је понуду за посао од Мејнарда Фергусона, па је напустио школу и отишао на турнеју. Затим је пратио Дајну Вошингтон. Већи део 1960-их провео је са Кенонбол Едерлијем. За то време написао је „Милост, милост, милост“ енг и „Ходај високо“, и „Сеоски проповедник“ и свирао је електрични клавир. Крајем деценије снимио је са Мајлсом Дејвисом на На тих начин (енгл. In a Silent Way) док је Дејвис успостављао жанр џез фузије, комбинујући џез са роком.

### Ведер Рипорт
Године 1970. Завинул је основао Ведер Рипорт са Вејном Шортером. Њихове прве две године наглашавале су релативно отворен формат групне импровизације сличан ономе што је Мајлс Дејвис радио у више рок оријентисаном формату. Међутим, Завинул је почео да прави промене са својим трећим албумом Свитнајтер (енгл. Sweetnighter). Функ елементи као што су бас гитара и вах-вах педала почели су да се уводе у звук бенда. Са четвртим албумом, Мистериос Травелер ("Тајанствени путник" -  енгл. Mysterious Traveller), музичке форме су компоноване слично класичној музици, а комбинација џез хармонија са грувом из 1970-их помогла је бенду да пређе у свој комерцијално најуспешнији период.
Највећи комерцијални успех бенда је донела Завинулова композиција „Бирдленд“ ("Земља птица" - енгл. Birdland) на албуму Хеви Ведер ("Тешко време" или "Невреме" -  енгл. Heavy Weather) из 1977. године, који је достигао 30. место на Билбордовој листи поп албума. "Бирдленд" је једно од најпрепознатљивијих џез комада 1970-их, које су између осталих снимили Менхетн Трансфер, Квинси Џоунс, Мејнард Фергусон и Бади Рич. Песма "Бирдленд" је Завинулу и Ведер Рипорту донела три Гремија.
Ведер Рипорт ("Временска прогноза" - енгл. Weather Report) је био активан до средине 1980-их, а Завинул и Шортер су остали једини стални чланови како је бенд мењао чланове. Шортер и Завинул су се разишли након снимања Спортин Лајф ("Спортски живот" - енгл. Sportin' Life), али је откривено да морају да ураде још један албум да би испунили уговор са ЦБС Рекордс. Последњи албум се звао Ово је ово! (енгл. This Is This!).
Године 1991. Завинул је добио почасни докторат музике на Музичком колеџу Беркли и овом приликом је наступио са групом коју су чинили Метју Герисон, Торстен де Винкел, Ејб Лабориел млађи и Мелвин Батлер.

### Завинул Синдикејт
Завинул Синдикејт ("Синдикат Завинул" - енгл. The Zawinul Syndicate) био је џез фјужн бенд основан 1988. Развио се из Ведер Рипорта. Њихов стил би се могао описати као комбинација необичних драјвских и свинг ритмова, као и многих позајмица из различитих музичких култура.
Завинул је изјавио да је бенду дао име због синдиката који више личи на породицу него на "само" бенд.
Након смрти Завинула 2007. године, неколико чланова Завинул Синдикејта одлучило је да реформише и изводи Завинулову музику уживо под њиховим скраћеним именом Синдикејт (енгл. The Syndicate).
Неколико главних чланова Синдикејта током година били су Скот Хендерсон, Боби Томас млађи, Линли Март, Пако Сери, Маноло Бадрена, Натанијел Таунсли, Сабине Кабонго, Гери Полсон, Ричард Бона и Виктор Бејли.

### Приче о Дунаву
Завинул је такође написао симфонију под називом Приче о Дунаву, коју је наручио Брукнерхаус у Линцу. Први пут је изведена на отварању Брукнер фестивала у Линцу 1993. године. У својих седам ставова, симфонија прати ток Дунава од Донауешингена преко разних земаља до Црног мора. Снимио га је 1995. године Чешки државни филхармонијски оркестар из Брна, којим је дириговао Каспар Рихтер.

### Смрт
Завинул се разболео и хоспитализован је у свом родном Бечу 7. августа 2007, након што је завршио петонедељну европску турнеју. Умро је нешто више од месец дана касније од ретког облика рака коже (карцинома Меркелових ћелија) 11. септембра 2007.  Кремиран је у бечком санаторијуму, а његов пепео је положен у Средишњем бечком гробљу.

## Листа композиција и албума
- Комплетна дискографија Џоа Завинула налази се на страници Википедије на енглеском језику.